# Tropidion aurulentum
Tropidion aurulentum är en skalbaggsart som beskrevs av Martins 1971. Tropidion aurulentum ingår i släktet Tropidion och familjen långhorningar.
Artens utbredningsområde är Paraguay. Inga underarter finns listade i Catalogue of Life.